# Jocelyn Bérubé
Pour les articles homonymes, voir Bérubé.
Jocelyn Bérubé est un conteur, acteur et compositeur québécois né le 16 septembre 1946 à Saint-Nil (Matane, Québec). Sa contribution dans le paysage artistique au Québec a mené à la création du Prix Jocelyn Bérubé, qui est remis dans le cadre du festival Le Rendez-vous des Grandes Gueules de Trois-Pistoles.

## Biographie

### Études
Jocelyn Bérubé est né à Saint-Nil, un village près de Matane, qui n'existe plus à ce jour. Très tôt dans son parcours, il se mérite une bourse des Jeunesses musicales du Canada comme trompettiste de l'Harmonie de Matane, ainsi qu'une bourse de la Fondation Ford pour un stage au Camp musical du Mont-Orford où il s'inscrit en arts dramatiques.
Il poursuit sa formation académique au Conservatoire d'art dramatique de Montréal. Il en sera diplômé en 1968. Par la suite, en 1969, il participe à la fondation du Grand Cirque Ordinaire avec Paule Baillargeon, Raymond Cloutier, Suzanne Garceau, Claude Laroche et Guy Thauvette. Ce cirque se présente comme une troupe de théâtre alternatif, optant d'abord et avant tout sur la création collective et l'improvisation. En 1993, il participe à la fondation du Conseil québécois du patrimoine vivant.

### Carrière
Parallèlement à l'art dramatique, Jocelyn Bérubé fait des recherches aux Archives du folklore de l'Université Laval, tout en apprenant le violon. Il a d'ailleurs grandement contribué à créer des formes hybrides en conjuguant le théâtre, la musique et le conte. On écrira notamment à ce sujet : « Il est [...] l’un de ceux qui sont allés le plus loin dans le métissage du conte, de la poésie et de la musique, de même que dans la diversification des formes de représentation du conte, y ajoutant le cinéma d’animation, la bande dessinée, le théâtre de marionnettes, les objets d’ébénisterie et les instruments de musique ».
En plus d'être un pionnier de l'art dramatique au Québec, il a composé de la musique pour le cinéma, le théâtre, la télévision. Il a également enregistré des livres-albums où il mélangeait le conte et la musique.
Jocelyn Bérubé souhaite partager sa passion avec les jeunes. Pour ce faire, il anime des ateliers dans lesquels il fait plusieurs types d'activités comme l'élaboration de contes, l'accompagnement et l'ambiance de contes par la musique et le dessin, ainsi que la création d'instruments de musique à partir de petits objets hétéroclites comme un bâton de hockey.

### Influence
Ses contes et sa musique ont en commun un amour inconditionnel de l'expression orale et de la culture populaire. Ses contes rayonnent d'ailleurs dans plusieurs autres cultures. De cette manière, il sera invité à prendre part à un grand nombre de festivals locaux et internationaux, notamment aux États-Unis, en France, en Allemagne et en Afrique. Parmi les personnages de contes traditionnels québécois, ceux pour lesquels Jocelyn Bérubé est particulièrement connu, sont : Alexis le trotteur (de son vrai nom : Alexis Lapointe) et Ti-Jean,.
Considéré comme un pionnier de la renaissance du conte au Québec, le Prix Jocelyn Bérubé est créé à son honneur, en 2006. Ce prix est remis dans le cadre du festival Le Rendez-vous des Grandes Gueules de Trois-Pistoles.
Il a été président d'honneur de plusieurs festivals, dont le Festival Interculturel du conte de Montréal, le Festival mémoire et racines de Lanaudière, le Festival Conte-en-Iles, aux Îles-de-la-Madeleine, ainsi que le Carrefour mondial de l'accordéon, à Montmagny.
Il fut également membre du jury du Conseil des arts du Canada, dans le volet Littérature orale et électronique, en 2001.
Il a été nommé membre honoraire du Regroupement du conte au Québec en 2013.

## Œuvres

### Littérature
- Portraits de blues de travail (livre-disque), Montréal, Planète rebelle, 2003, 94 p.  (ISBN 2922528391)
- Large et rivage (livre-disque), Montréal, Planète rebelle, 2013, 118 p.  (ISBN 9782923735979)
- Des héros ordinaires (livre-disque), Montréal, Planète rebelle, 2015, 135 p.  (ISBN 9782924174319)
- Le coffret Trad (livre-disque), Montréal, Planète rebelle, 2016.  (ISBN 9782924174913)

#### Ouvrages collectifs
- Sept péchés - Quand le Musée parle au Diable ! (livre-disque), Montréal, Planète rebelle, 2009, 82 p.  (ISBN 9782922528985)
- Histoires de dires (livre-disque), Valence, Éditions Oui'dire, 2012.  (ISBN 9782917333358)
- Alexis le trotteur (bande-dessinée), Montréal, Planète rebelle, 2012, 40 p.  (ISBN 9782923735696)
- Nuits du conte à Montréal (livre-disque), Valence, Éditions Oui'dire, 2014.  (ISBN 9782917333303)

### Cinéma

#### Performance d'acteur
- 1971 : Le Grand film ordinaire
- 1972 : Montréal blues
- 1972 : Et du fils : L'ami de Noël
- 1973 : La Conquête
- 1973 : Tendresse ordinaire : Jocelyn
- 1974 : Le Temps d'une vente (court métrage)
- 1975 : Gina
- 1976 : L'Absence : Jacques
- 1977 : L'Âge de la machine
- 1977 : J.A. Martin photographe : Le violoneux
- 1979 : Cogne-dur (voix)
- 1980 : L'Homme à tout faire : Armand Dorion
- 1986 : Qui a tiré sur nos histoires d'amour : Chauffeur
- 1986 : Bach et Bottine : Father
- 1987 : L'Héritage (TV) : Jos Bérubé
- 1987 : Les Fous de Bassan : Tony Bay
- 1988 : Les Tisserands du pouvoir (TV)
- 1988 : Lamento pour un homme de lettres : Gaston de Montigny
- 1990 : Pas de répit pour Mélanie : Chef de police
- 1990 : La Fille du Maquignon (TV)
- 1991 : Amoureux fou de Robert Ménard : Préposé au stationnement
- 1992 : La Fenêtre : Voisin
- 1993 : Au nom du père et du fils (TV) : Ernest Thibodeau
- 1995 : Les Grands Procès (TV) : Cocher Legault
- 1996 : Le Cri de la nuit : Livreur
- 2002 : Barbaloune : Fernand
- 2013 : La Maison du pêcheur : Ti-Loup

#### Contribution à titre de compositeur
- 1973 : Tendresse ordinaire
- 1979 : Cogne-dur

### Musique
- 1976 : Nil en Ville (vinyle)
- 1979-1980 : La Bonne Aventure (vinyle)
- 2007 : Le retour de Nil (réédition sur disques compacts)

## Prix et honneurs
- 2009 : lauréat du Prix du Mérite du français dans la culture[9]
- 2019 : lauréat du Prix Gérard-Morisset[10]